# Friedrich Heckmann (Soziologe)

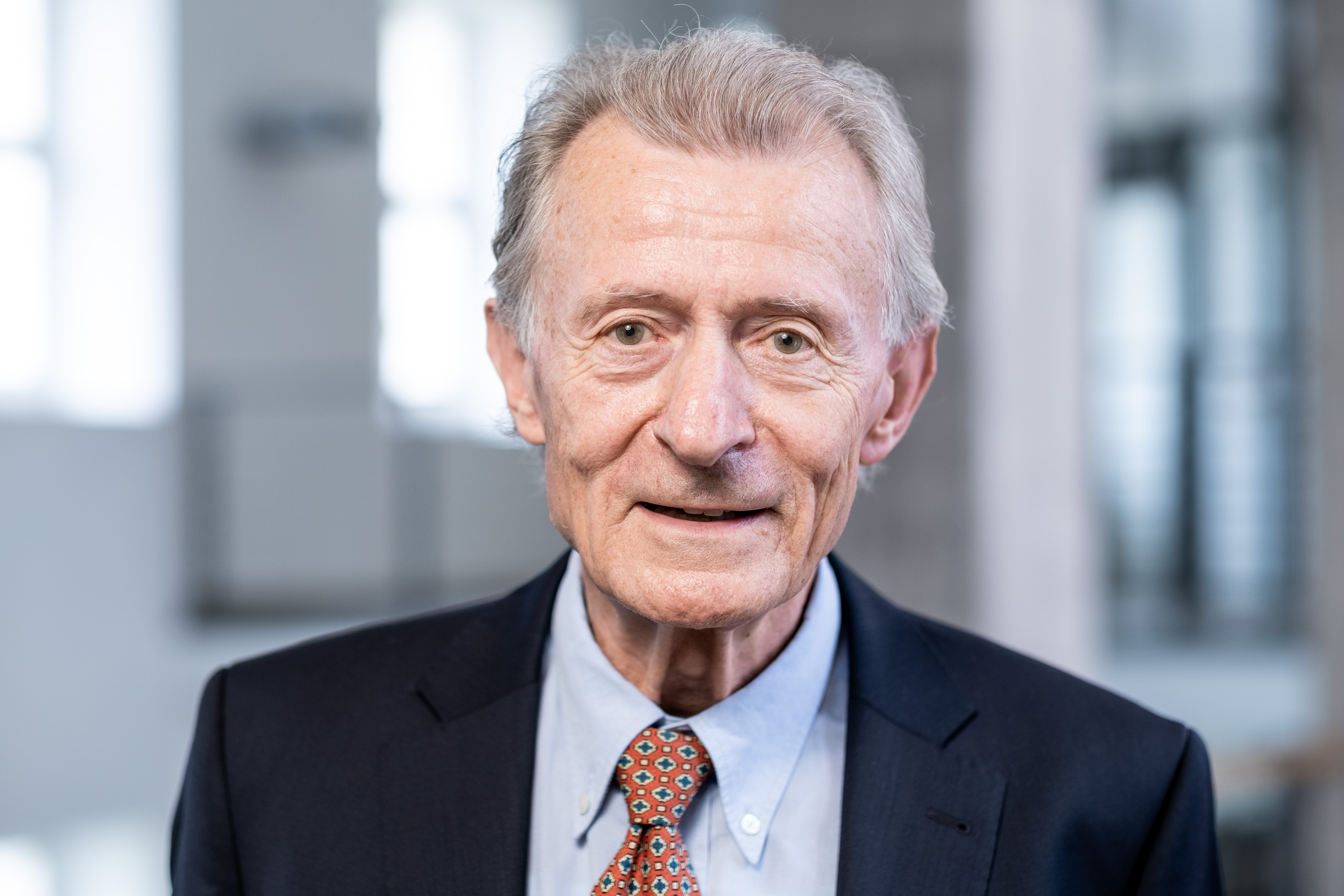
Friedrich Heckmann (2020)

Friedrich Heckmann (* 6. März 1941) ist Professor (em.) für Soziologie an der Universität Bamberg, Migrationsforscher und Vorsitzender des Expertenforums beim Bundesamt für Migration und Flüchtlinge (BAMF).
Die Hauptgebiete seiner Forschungs-, Lehr- und Beratertätigkeiten sind Migration und Integration. Heckmann leistete zusätzlich einen wesentlichen Beitrag zur Institutionalisierung dieser Forschung in Deutschland: zum einen innerhalb der Deutschen Gesellschaft für Soziologie durch die Initiierung einer Sektion Migration und ethnische Minderheiten (1985), zum anderen durch die Mitbegründung des Europäischen Forums für Migrationsstudien (efms) an der Universität Bamberg im Jahre 1993 als eines der ersten Forschungsinstitute in Deutschland für Migration und Integration. Zugleich etablierte Heckmann das Fachgebiet als Studienschwerpunkt im Bereich der Bamberger Soziologieausbildung.

## Leben
Heckmann studierte Soziologie, Geschichte und Ökonomie in Münster, Kiel, Lawrence, USA und Erlangen-Nürnberg. Zu seinen Lehrern gehörten Helmut Schelsky (Münster), Gerhard Wurzbacher (Kiel; Erlangen-Nürnberg) und Gary M. Maranell (Lawrence). Als Fullbright Stipendiat erwarb er 1967 einen Master of Arts in Soziologie an der Staatsuniversität von Kansas in Lawrence. Während seiner Assistententätigkeit an der Universität Erlangen-Nürnberg promovierte er 1972 mit einer Arbeit zur Sozialisationsforschung. Heckmann war auch Forschungsleiter am Sozialwissenschaftlichen Forschungszentrum der Universität in Nürnberg und Lehrbeauftragter an der Universität Bamberg. 1980 habilitierte er sich mit einer Arbeit über die Bundesrepublik als Einwanderungsland an der Universität Bamberg. 1982 erhielt er einen Ruf an die Hochschule für Wirtschaft und Politik (heute Hamburger Universität für Wirtschaft und Politik) und 1992 an die Universität Bamberg. Seit den 90er Jahren ist Friedrich Heckmann u. a. in der Politikberatung und als Gutachter für die Bundesregierung, die Europäische Kommission, Landesregierungen, Städte, Stiftungen und weitere gesellschaftliche Organisationen tätig.

## Beiträge zur Migrations- und Integrationsforschung
Nach Arbeiten im Bereich der Sozialisations- und Familienforschung sowie zur Geschichte der Soziologie konzentrierte sich die Forschungs- und Lehrtätigkeit Heckmanns mit der Habilitationsschrift (Die Bundesrepublik: Ein Einwanderungsland? Klett-Cotta, Stuttgart 1981) auf das Gebiet der Migrations- und Integrationsforschung. Über sozialstrukturelle Analysen wurde der Zugehörigkeitsstatus der so genannten Gastarbeiter und ihrer Familien gezeigt und mit Hilfe international und historisch vergleichender Arbeit frühzeitig nachgewiesen, dass die Bundesrepublik zu einem Einwanderungsland geworden war. In konzeptuellen und theoretischen Arbeiten entwickelte Heckmann u. a. eine Theorie ethnischer Minderheiten, das Konzept der ethnischen Kolonie, Dimensionen der Sozialintegration von Migranten sowie Bausteine zur Theorie von Vorurteilen als Einstellungen und gesellschaftlichen Ideologien. In dem auch als Lehrbuch genutzten Werk von 1992 Ethnische Minderheiten, Volk und Nation. Soziologie inter-ethnischer Beziehungen (Enke Verlag Stuttgart 1992) werden diese theoretischen Arbeiten systematisch dargestellt. 2015 veröffentlichte Heckmann das Buch „Integration von Migranten. Einwanderung und neue Nationenbildung“, eine Gesamtdarstellung der Integrationsforschung, die sich an Studierende, Praktiker in Verwaltungen und Zivilgesellschaft sowie eine interessierte Öffentlichkeit wendet.
Seit der Gründung des efms leitete Heckmann zahlreiche empirische Forschungs- und Praxis bezogene Projekte. Sie liegen im Bereich der Migrationstheorie, der Migrationsberichterstattung, der Migrationspolitik, der Staatsangehörigkeit, der Integration in Städten, der Integration im Bildungswesen, der Diskriminierung sowie der Evaluation von Praxismaßnahmen (siehe näher hierzu link auf efms.de). Ein großer Teil der Projekte wird in europäischer Zusammenarbeit durchgeführt.
Seit Dezember 2019 ist Heckmann Mitglied eines Forscherteams an der Bamberger Professur für geographische Migrations- und Transformationsforschung, das verschiedene Module des EU-Horizont 2020-Projekts "HumMingBird" zu innovativen Ansätzen in der Migrationsforschung bearbeitet.
Er ist Mitglied des Rats für Migration.

## Integration – ein Prozess
Heckmann hat den sozialen Prozess der Integration wie folgt definiert: "Integration ist der Mitgliedschaftserwerb von Zuwanderern in den Institutionen, sozialen Beziehungen und sozialen Milieus der Aufnahmegesellschaft. Integration als Prozess der Mitgliedschaftswerdung und Angleichung der Lebensverhältnisse entwickelt sich schrittweise entlang der Dimensionen der strukturellen, kulturellen, sozialen und identifikativen Integration. Sie erfordert Integrationsleistungen der Migranten und bedarf der Offenheit und Förderung seitens der Aufnahmegesellschaft. Sie ist somit ein wechselseitiger, wenngleich nicht gleichgewichtiger Prozess, der über Generationen verläuft. Integration als Zustand und Ergebnis soll heißen, dass volle und gleichberechtigte gesellschaftliche Mitgliedschaft einer zugewanderten Gruppe in der Aufnahmegesellschaft besteht und sich die Lebensverhältnisse angeglichen haben. Ethnische Herkunft und Migrationshintergrund spielen für Ressourcenverteilung und die Strukturierung sozialer Beziehungen keine Rolle mehr."
Die vier Dimensionen der Integration erläutert Heckmann wie folgt:
- Strukturelle Integration: Die tatsächliche Partizipation in den Institutionen, insbesondere Bildung, berufliche Qualifizierung, Arbeitsmarkt, rechtlicher Status.
- Kulturelle Integration: Prozesse, die sich auf das Lernen kognitiver Fähigkeiten und der Kenntnis der Kultur des Einwandererlandes beziehen. Das betrifft insbesondere Sprache; auch kulturelle Praktiken.
- Soziale Integration: Soziale Kontakte und Gruppenmitgliedschaften des Individuums. Dies betrifft Freundschaften, Vereinsmitgliedschaften, Eheschließungen.
- Identifikative Integration: Subjektive Gefühle und Definition der Zugehörigkeit einer Person zu einer ethnischen oder nationalen Gemeinschaft.

## Veröffentlichungen (Auswahl)
- Diversity and Unity. Political and Conceptual Answers to Experinces of Differences and Diversities in Germany. In: Bock, Jan-Jonathan and Macdonald, Sharon (eds.), Refugees Welcome? Difference and Diversity in a Changing Germany. New York-Oxford 2019: Berghan, 67–81. ISBN 978-1-78920-128-4. ISBN 978-1-78920-135-2
- Bedingungen erfolgreicher Integration von Flüchtlingen in Deutschland. In: Haug, Werner und Kreis, Georg (Hrsg.) Zukunft der Migration. Zürich 2017: NZZ Libro, 75–84. ISBN 978-3-03810-241-0
- Integration von Migranten. Einwanderung und neue Nationenbildung. Springer VS, Wiesbaden 2015, ISBN 978-3-658-06979-7,
- Willkommenskultur – Was ist das, und wie kann sie entstehen und entwickelt werden? Europäisches Forum für Migrationsstudien, Bamberg 2012. (efms paper 12/7. PDF, 1 MB)
- Intercultural Policies in European Cities (mit Doris Lüken-Klaßen) European Union Foundation, Dublin 2010.
- The Integration of Immigrants in European Societies. National Differences and Trends of Convergence (mit Dominique Schnapper (eds)), Lucius und Lucius, Stuttgart 2003, ISBN 3-8282-0181-4.
- Freizügigkeit in Europa. Migrations- und europapolitische Aspekte des Schengen Vertrags (mit Veronica Tomei (eds.)), Europa Union, Bonn 1995.
- Migration Policies: a Comparative Perspective. With a foreword by Richard von Weizsäcker (mit Wolfgang Bosswick (eds)):  Enke, Stuttgart 1995, ISBN 3-8282-4531-5.
- Ethnische Minderheiten, Volk und Nation. Soziologie inter-ethnischer Beziehungen. Enke, Stuttgart 1992, ISBN 3-432-99971-2.
- Einführung in die Geschichte der Soziologie (mit Friedhelm Kröll). Enke, Stuttgart 1984, ISBN 3-432-94081-5.
- Die Bundesrepublik: ein Einwanderungsland? Zur Soziologie der Gastarbeiterbevölkerung als Einwandererminorität. Klett-Cotta, Stuttgart 1981, ISBN 3-12-912090-4.
- Sozialisation in der Erwachsenenbildung. Die Analyse von Kurswirkungen am Beispiel der Ausbildung von Entwicklungshelfern. Campus : Forschung : Sozialwiss. Frankfurt und New York 1977, ISBN 978-3-593-32234-6.